# واسط (الأحساء)
واسط قرية تابعة لإمارة الأحساء في السعودية، كما ورد في ((الدليل الرابع لسنة 1400هـ))، وورد في «دليل الخليج» للوريمر مسمى واسط. ذكرها فيدال في بحثه عام 1952م، وقدَّر منازلها بنحو 22 منزلًا. وفي مسح حديث قدّر أنها تبعد عن الهفوف 17 كم، وعدد سكانها 282 نسمة، ويتركز نشاطهم في الزراعة، وبها شبكة كهرباء، والطريق المؤدي إليها مُعبّد، وطبيعة أرضها منبسطة، وعدد منازلها 56 منزلًا، وتستفيد من مجمع العمران.

## موقع جغرافي
تقع واسط ضمن موجة التصحر والزحف العمراني، مع بداية القرن العشرين، الأمر الذي دعا أهلها إلى الرحيل والنزوح جنوبًا تاركين خلفهم بساتينهم التي لم تستطع أن تقاوم الرمال وزحفها. تعتبر واسط أقرب التجمعات الحضارية شرق الواحة إلى الممر المائي الذي يصل خليج العقير لبحيرة الأصفر،  وموقع واسطٍ على تلة تشرف على مساحاتٍ سهلة وواسعة من الغرب، أقرب ما يمكن إلى بحيرة الأصفر من الشرق. ويعد طرف واسط من المناطق المزدهرة بالزراعة، فقد تنقل أهلها إلى موقعين قبل الموقع الحالي.

ذكر أحد الباحثين التراثيين أن واسط ذُكرت تاريخيًا في العديد من المصادر الدالة على الموقع الحالي في القرن العاشر الهجري، إضافًة إلى العديد من الشواهدِ المكتوبةِ التي جاء فيها ذكر واسط، مثل الصكوك وبعض دواوين الشعراء.

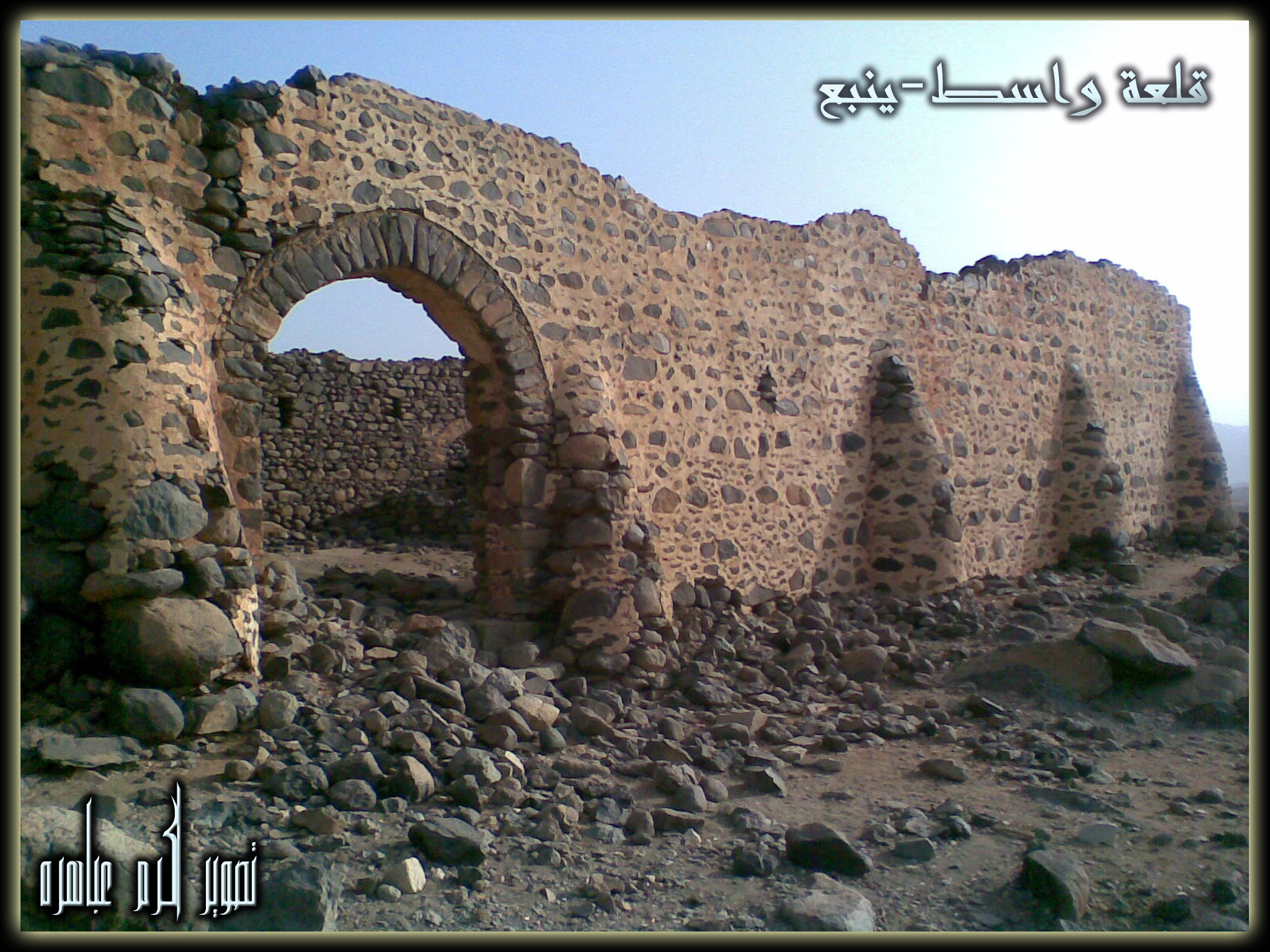
قلعة تركية قرب قرية واسط التابعة لمنطقة المدينة المنورة

تبعد واسط الأثرية قرابة الخمسة كيلومترات عن واسط الحالية، عند جبل المراشن ومسجد الليوة، الذي كان موجودًا قبل 70 إلى 80 سنة ماضية، بشهادة من صلى فيه، ووجدوا رؤوس المنازل وأسطحها.
يعتبر الكثير من الباحثين أن واسط الحالية حية ولم تندثر معالمها، لأن أهلها وشخوصها لا زالوا في ذات التجمع والكيان، وإن تغير المكان.

## معالم أثرية
بالقرب من واسط يوجد قلعة يعود تاريخها إلى أكثر من 360 سنة تقريبًا، شُيِّدت في عهد الدولة العثمانية كمركز لمراقبة الحجاج الوافدين من الشمال، ويقع في أسفله بئر يسمى بئر السلطني، وكانت من أشهر الآبار، وتتميز بعذوبة الماء. والأغلب من سكان القرية من بني خالد. 